# Industrias Cardoen

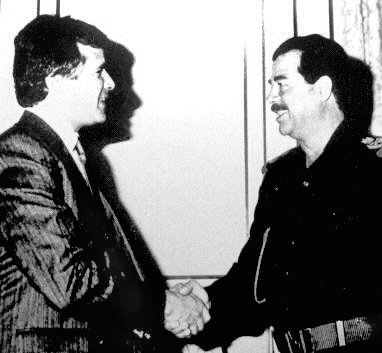
Carlos Cardoen, dueño de Industrias Cardoen, en reunión con el presidente de Irak, Saddam Hussein.

Industrias Cardoen fue una empresa chilena de defensa, propiedad de Carlos Cardoen. La empresa produjo, entre otros elementos, bombas de racimo y helicópteros militares de bajo costo. Los principales clientes de Industrias Cardoen fueron, además del propio mercado interno chileno, otros países en vías de desarrollo o del «Tercer mundo», como Sudáfrica, Irak, Irán y Ecuador.

## Historia

### Inicios y apogeo (1978-1985)
Carlos Cardoen ingresó al negocio armamentístico en 1978, cuando Chile —bajo una dictadura militar encabezada por Augusto Pinochet— se encontraba en pleno conflicto con Argentina por el canal Beagle. Paralelamente, los Estados Unidos habían impuesto un bloqueo a la venta de armas al régimen de Pinochet, conocida como la «Enmienda Kennedy» por su promotor, el senador Ted Kennedy. Por ello, el Ejército chileno comenzó a buscar mercados alternativos para conseguir armamento ante la tensa situación con el país trasandino. Hasta ese entonces, Cardoen había incursionado en el negocio de los explosivos para faenas mineras, pero ante la coyuntura diversificó su producción a minas antipersona y armamento antitanque.
Durante la década de 1980, Industrias Cardoen amplió sus mercados, siendo uno de los principales proveedores de armamento —principalmente bombas de racimo— del régimen de Saddam Hussein en Irak, país que entre 1980 y 1988 mantuvo una guerra con Irán. Se estima que Industrias Cardoen recibió de Hussein unos 200 millones de dólares por la venta de material bélico. Estados Unidos no sólo permitió que Cardoen exportara armas al régimen iraquí, sino que fomentó el negocio y protegió al empresario chileno en algunos problemas posteriores. Según Howard Teacher, del Consejo de Seguridad Nacional estadounidense, Cardoen recibió ayuda de la CIA, y la Casa Blanca monitoreó la situación judicial de Carlos Cardoen cuando en 1983 fue arrestado en Miami por un supuesto contrabando de dispositivos de visión nocturna a Cuba y Libia.
El año 1984, Cardoen encargó el diseño de  un prototipo de helicóptero militar construido a partir de uno civil, al ingeniero aeronáutico y piloto  chileno René M. González. El modelo, o mockup del helicóptero, basado en el MBB Bo 105, fue estrenado en la Feria Internacional del Aire (FIDAE) de 1986. Un prototipo artillable pero no antitanque basado en el Bell 206L-III, voló por primera vez en 1989 con el mismo Cardoen como piloto de pruebas. Esta aeronave fue incautada por la aduana de Estados Unidos en marzo de 1991, mientras postulaba a la certificación de la Administración Federal de Aviación en Texas.

### Incidentes y fin de la empresa (1986-1994)
El 25 de enero de 1986 una de las plantas de la empresa, ubicada en la localidad de Alto Hospicio (en ese entonces comuna de Iquique), en la Región de Tarapacá, Chile, fue destruida por una explosión, que Cardoen atribuyó a un sabotaje. En el incidente fallecieron 29 de sus trabajadores.
En 1987, ante el inminente fin de la guerra entre Irak e Irán, Cardoen comenzó a invertir en otros rubros, como el frutícola, mediante la importación de kiwi a Chile. Para ese entonces la empresa tenía fábricas en Chile, Argentina, España e Irak. Sin embargo, siguió siendo uno de los productores más importantes de bombas de racimo en el mundo, como lo consignaba la literatura especializada en 1991.
El buen trato del gobierno estadounidense hacia Cardoen cambiaría tras la Guerra del Golfo (1990-1991); en 1992 se revelaría que Industrias Cardoen violó el embargo de armas decretado por Estados Unidos tras la invasión de Hussein a Kuwait, lo que significó la incautación del prototipo Cardoen-Bell 206 L-III, y la posterior denuncia, el 27 de mayo de 1993, del Departamento de Justicia de los Estados Unidos, de que Cardoen habría utilizado circonio obtenido ilegalmente en los Estados Unidos para la fabricación de bombas de racimo en Chile, que fueron vendidas a Irak. En noviembre de 1994 la Interpol publicó la orden de captura internacional de Carlos Cardoen, imposibilitándolo de salir del país. También se confiscaron sus propiedades en Florida por un valor de US$ 30 millones. Luego de ello, Industrias Cardoen cambió su nombre a Metalnor.